# Camponotus pennsylvanicus
Camponotus pennsylvanicus é uma espécie de inseto do gênero Camponotus, pertencente à família Formicidae.
Esta espécie é a primeira formiga norte-americana a ser descrita. Nidifica em árvores vivas e mortas, troncos podres ou tocos em áreas florestais. Esta é uma praga importante e destrutiva que ataca cercas, postes e edifícios. Esta é provavelmente a formiga carpinteira mais destrutiva da América do Norte (Wheeler e Wheeler 1963), embora Creighton (1950) tenha argumentado que suas capacidades destrutivas eram um tanto exageradas e que elas apenas cavavam túneis em madeira apodrecida. Muitas vezes se alimenta dentro de casas, tornando-se uma importante praga doméstica. Reprodutores foram encontrados em ninhos de abril a outubro. Esta espécie é encontrada nos mesmos troncos e tocos que os membros dos gêneros Lasius, Formica (isto é, Formica podzolica) e Leptothorax. As operárias cuidam dos pulgões, com as operárias menores coletando melada e transferindo-a para as operárias maiores que a carregam de volta ao ninho. Além disso, as forrageiras se alimentam de insetos mortos e sucos de plantas.

## Identificação
Compare com Camponotus chromaiodes, Camponotus modoc, Camponotus herculeanus, Camponotus novaeboracensis, Camponotus schaefferi, Camponotus texanus.
As maiores, menores, fêmeas e machos de C. pennsylvanicus são formigas pretas sem cerdas eretas nas bochechas ou laterais da cabeça, ou cantos laterais posteriores, os escapos são sem cerdas eretas e suberetas, exceto no ápice, mas o mesossoma tem cerdas numerosas na superfície dorsal, assim como o pecíolo. O gáster possui cerdas eretas e suberetas espalhadas por toda a superfície, as tíbias não apresentam cerdas eretas e suberetas, exceto por 2 fileiras ao longo da superfície flexora, nas quais a maioria das cerdas está presente ao longo da metade distal. A pubescência apressada é esparsa na maioria das superfícies, incluindo a cabeça e o mesossoma, embora as cerdas no dorso sejam mais numerosas, mas não se sobrepõem ou poucas se sobrepõem às cerdas adjacentes, o lado do propódeo possui algumas cerdas aprimoradas.
As cerdas abaixadas ou decumbentes no gáster são longas (mais de 0,2 mm) e abundantes, quase todas as cerdas se sobrepõem às cerdas adjacentes e são quase tão longas quanto as cerdas eretas e suberetas no gáster. As cerdas apertadas no gáster dos menores e especialmente das fêmeas podem ser pequenas e podem não se sobrepor às cerdas adjacentes.

## Comparações
Camponotus pennsylvanicus é um membro de um pequeno grupo de 4 espécies semelhantes (juntamente com Camponotus modoc, Camponotus herculeanus e Camponotus chromaiodes), que são difíceis de separar. Mostrou-se geneticamente semelhante a C. modoc (Sämi Schär, et al., 2018). As cerdas maiores de C. pennsylvanicus podem ser separadas das de Camponotus modoc (S do Canadá, principalmente W dos EUA e N do México), pois as cerdas compactadas no gaster de C. pennsylvanicus são quase tão longas ou tão longas quanto as cerdas eretas e suberetas (geralmente mais de 0,15 mm), enquanto essas cerdas em Camponotus modoc são geralmente mais curtas do que ½ do comprimento das cerdas eretas e suberetas (geralmente menos de 0,15 mm). As cerdas compactadas no gáster de C. pennsylvanicus sobrepõem as cerdas adjacentes, enquanto raramente o fazem em C. modoc. Infelizmente, o comprimento das cerdas compactadas nessas duas espécies varia geograficamente, com as cerdas mais curtas sendo encontradas em latitudes mais baixas e longitudes mais altas (oeste e norte), as cerdas mais longas encontradas em latitudes mais altas e longitudes mais baixas (sul e leste, Fig. 256), complicando ainda mais a separação das duas espécies. O gradiente sugere que ambos são da mesma espécie, mas como os membros de uma única colônia possuem cerdas de comprimentos semelhantes, e ambas as espécies podem ser encontradas em localidades específicas, portanto, serão consideradas duas espécies, até que outras evidências estejam disponíveis.
Camponotus pennsylvanicus também pode ser confundido com Camponotus herculeanus (S Canadá, EUA), mas é quase sempre preto concolor, enquanto Camponotus herculeanus geralmente tem um mesosoma vermelho escuro, ou pelo menos pernas vermelho escuro. Ao longo da borda oeste da distribuição (Wyoming sul ao norte do Novo México), os espécimes geralmente têm pernas vermelhas, o que pode ser evidência de hibridização. O escapo do maior de C. pennsylvanicus se estende de 1 a 2 segmentos funiculares além do canto lateral posterior da cabeça, enquanto o escapo dos maiores de C. herculeanus raramente atinge o canto lateral posterior ou se estende menos de um segmento funicular além dele. As cerdas compactadas no gáster são muito mais densas em C. pennsylvanicus do que em C. novaeboracensis. Um único major de Ames, Iowa tem escapos curtos (como em C. herculeanus) e pubescência longa, típica de C. pennsylvanicus. Poderia ser um híbrido, mas é considerado um membro desta última espécie.
Camponotus pennsylvanicus e Camponotus chromaiodes co-ocorrem em Douglasville, Pensilvânia, sugerindo que são espécies válidas. Os maiores parecem diferir apenas na cor, com a borda anterior do gáster de C. pennsylvanicus sendo preta em vez de avermelhada como em C. chromaiodes.
Os menores das 4 espécies são muito difíceis de separar. Os menores de Camponotus pennsylvanicus são geralmente pretos concolores, enquanto pelo menos as pernas de Camponotus modoc e Camponotus herculeanus são frequentemente vermelho escuro, e o menor de C. chromaiodes é bicolor, preto com um primeiro tergum vermelho do gáster, e o mesossoma é parcial ou mesmo completamente vermelho. As cerdas compactadas de C. modoc e C. herculeanus são geralmente mais curtas do que em C. pennsylvanicus e C. chromaiodes.
As fêmeas das 4 espécies muitas vezes não podem ser separadas de forma confiável, pois as cerdas apertadas no gáster de C. pennsylvanicus são frequentemente curtas e semelhantes às de C. modoc e C. herculeanus. As fêmeas de Camponotus pennsylvanicus são pretas concoloridas, enquanto as pernas das outras 2 espécies são ocasionalmente vermelho-escuras. A fêmea de C. chromaiodes é escura, mas pelo menos a borda anterior do primeiro tergo gastral é vermelha, e a parte inferior do mesossoma é frequentemente vermelha. Os escapos se estendem aproximadamente na mesma distância além dos cantos laterais posteriores da cabeça da fêmea em todas as 4 espécies (cerca de 2 segmentos funiculares além da borda posterior da cabeça).
Os machos das 3 espécies aparentemente não podem ser distinguidos e, em geral, não podem ser separados da maioria das outras espécies de Camponotus.
O clípeo de C. pennsylvanicus tem ângulos pouco desenvolvidos ao longo da borda anterior, semelhantes aos de Camponotus schaefferi (AZ, NM) e Camponotus texanus (W TX). Pode ser facilmente separado, pois o lado do mesossoma é opaco e pontilhado, não quase liso e brilhante como nas duas últimas espécies.
Camponotus pennsylvanicus pode ser confundido com Camponotus novaeboracensis (S Canadá, EUA). Eles podem ser separados como operárias e frequentemente as fêmeas de C. novaeboracensis são bicolores, enquanto em C. pennsylvanicus são quase sempre pretas concoloridas. Espécimes questionáveis podem ser separados porque as cerdas no gáster das operárias e das fêmeas de C. pennsylvanicus são mais longas e a maioria se sobrepõe às cerdas adjacentes, enquanto em C. novaeboracensis elas são relativamente curtas, com poucas ou nenhuma cerda aprimorada sobrepondo as cerdas adjacentes. Infelizmente, nenhuma dessas características serve para separar os machos, e não há características óbvias que os separem. Camponotus pennsylvanicus é simpátrico com C. novaeboracensis em Iowa sem integração, o que sugere que são espécies separadas (Buren, 1944).

## Distribuição
Camponotus pennsylvanicus é encontrado em áreas com solos argilosos ou arenosos marrons. É encontrado em uma variedade de comunidades de plantas que variam de habitats urbanos, arbustos desérticos com poucos arbustos de creosoto, terras agrícolas de bocage, pastagens, pinheiros / abetos cercados por pastagens, florestas dominadas por carvalhos com sub-bosque de palmeiras, áreas ribeirinhas com ervas daninhas, florestas ribeirinhas de madeira dura, florestas decíduas , floresta de várzea, floresta mista de folhosas, floresta mista de folhosas/coníferas, pinho ponderosa com poucos pinheiros pinyon, pinheiros secundários/madeira folhosa, bosque de carvalhos, bosques de folhosas/carvalhos, pântanos de floresta perene de carvalho, pinheiros, choupo de olmo, florestas de larício e praia/ floresta de coníferas.
É um generalista de habitat que permanece em florestas urbanas no Canadá (Thompson e McLachlan, 2007) e é encontrado em habitat urbano (Guénard et al., 2015). Wheeler e Wheeler (1963) e Oberg (2012) relataram isso em áreas arborizadas. Também é encontrado em áreas abertas e florestas caducifólias e mistas (MacGown e Brown, 2006), incluindo florestas de bordos vermelhos (Yitbarek et al., 2011), bem como pastagens e matagais (Barber, 2015).
Também é encontrado em pântanos/pântanos emergentes, pocosin, pântanos e folhosas de terras baixas, terras recentemente desmatadas, pinheiros de terras altas, florestas de pinheiros/savanas de pinheiros de folha longa, florestas marítimas, florestas mistas de terras altas e pastagens (Davis, 2009).

## Biologia
Camponotus pennsylvanicus, a formiga carpinteira preta, foi a primeira formiga norte-americana a ser descrita. Smith (1965) resumiu o que havia sido publicado e complementou o resumo com observações pessoais. Ele concluiu que é uma das nossas formigas mais conhecidas e adaptáveis.
Nidifica quase exclusivamente em madeira. Camponotus pennsylvanicus nidifica em muitas espécies diferentes de árvores, bem como em postes telefônicos; um ninho estava a 75 pés de altura em uma árvore. As fêmeas solteiras formam seus ninhos em cavidades pré-formadas ou autoformadas, geralmente sob a casca de um tronco ou toco, e cada ninho tem uma única rainha. Existem aproximadamente 2.000 ou mais trabalhadores em ninhos de três a seis anos de idade. O desenvolvimento leva 60 dias. Os vôos nupciais dos sexuais hibernantes ocorrem de maio até o final de julho. As forrageiras são diurnas e noturnas, alimentando-se de insetos vivos e mortos. Eles coletam melada de piolhos de plantas e cigarrinhas, bem como sucos de frutas e seiva de certas plantas. Os falsificadores geralmente se alimentam de alimentos encontrados nas cozinhas. Produz muitos estragos em estruturas de madeira e destrói alimentos nas casas, principalmente quando são trazidos para dentro das casas junto com a lenha. Camponotus pennsylvanicus é parasitado por pelo menos duas espécies de forídeos e três espécies de fungos.
Outros pesquisadores e nossa própria experiência acrescentam detalhes à biologia de Camponotus pennsylvanicus. Esta é a formiga carpinteira preta comum, que gosta de nidificar em troncos, tocos, árvores, etc. na Carolina do Sul (Smith, 1934). Nidifica em árvores vivas e mortas, em/sob casca de troncos sob troncos podres ou em tocos, sob casca de árvores mortas, em choupos vivos e raramente em solo sob pedras, bem como estruturas de madeira que vão desde postes telefônicos a edifícios. Nidifica em troncos podres e no solo na base do pagode Quercus (MacGown e Brown, 2006).
Prefere árvores folhosas maduras (Quercus spp.) com aproximadamente 30 cm de diâmetro e toras de pinheiro (Pinus spp.) com aproximadamente 9 m de comprimento. Os defeitos nas árvores mais frequentemente associados a ninhos incluíam buracos e entrepernas (Oswalt, 2007). Um ninho estava em uma pilha de jornais em uma caixa em uma garagem, dois estavam em paredes de prédios (Wheeler e Wheeler, 1963).Camponotus pennsylvanicus é incapaz de regular ativamente seu ambiente interno de ninho, mas pode usar as propriedades isolantes das árvores para amortecer grandes flutuações de temperatura e fornecer um microclima de ninho mais estável (Oswalt, 2007). A temperatura interna dos ninhos ocupados refletiu ninhos desocupados ao longo do ano e as diferenças não foram estatisticamente significativas (Oswalt, 2007). Em locais quentes, C. pennsylvanicus tende a ocupar câmaras relativamente frias (Diamond et al., 2012). Eles fecham o ninho durante o inverno, perdem metade das reservas de gordura durante o inverno e enchem seus corpos com glicerol como anticongelante, congelando em temperaturas tão baixas quanto -22°C (Ellison et al., 2012).
Colônias maduras podem ser grandes com 2.000-2.500 adultos (Hölldobler e Wilson 1990) e podem atingir 10.000-15.000 operárias (Hansen e Klotz 2005; Ellison et al., 2012) e são facultativamente ou fracamente polidômicas (Buczkowski, 2011).
A ninhada de Camponotus pennsylvanicus foi encontrada em ninhos de abril a agosto; sexuais de abril a outubro (Mackay e Mackay, 2002). Os reprodutores hibernam em ninhos (Buren, 1944).
Os vôos de C. pennsylvanicus ocorrem em maio, e os sexuais podem ser capturados em armadilhas de luz negra. As fêmeas iniciam ninhos em troncos ou sob cascas (Buren, 1944) em maio e julho; ocasionalmente, mais de uma única fêmea pode ser encontrada junta.
Sanders (1972) estudou o forrageamento em C. pennsylvanicus e descobriu que o início da atividade sazonal era dependente da temperatura (Stuble et al., 2014), e a atividade atingiu o pico no meio do verão. Mais tarde na estação, eles se tornaram praticamente noturnos ou, em geral, são principalmente noturnos (Hansen e Klotz, 2005) quando o clima fica muito quente (Klotz, 1984). Nuss et ai. (2005) relatam que a maior parte do forrageamento de C. pennsylvanicus é noturna e crepuscular.
A formiga carpinteira preta cuida dos produtores de melada e cata insetos mortos e material vegetal e pode ser capturada em iscas de superfície. Eles se alimentam de melada (Oberg, 2012), cuidando de pulgões (Jones, 1929) e da escama de chita Eulecanium cerasorum (Vanek e Potter, 2010). Cannon e Fell (2002) relatam os macronutrientes coletados por forrageadoras de Camponotus pennsylvanicus em condições naturais. A trofalaxia aumenta a resistência a doenças dentro da colônia (Hamilton et al., 2010).
Oswald (2007) completou uma série de experimentos de alimentação. Camponotus pennsylvanicus selecionou uma maior concentração de sacarose à medida que a distância de uma mancha de comida ao ninho aumentou para 15 m. As forrageiras absorveram sacarose de ambas as concentrações a 1 m sem preferência notada entre as duas soluções. As durações médias de alimentação indicaram que formigas carpinteiras forrageando se alimentaram preferencialmente em soluções de caseína, dependendo da concentração ou distância. O tempo médio geral de alimentação de caseína foi significativo, sugerindo que C. pennsylvanicus se alimenta por mais tempo com solução de caseína a 30%, independentemente da distância envolvida. Análises adicionais indicaram que o efeito da distância na duração da alimentação foi significativo apenas em uma concentração de solução de 5%. O tempo médio geral de alimentação foi significativo, sugerindo que os intervalos de alimentação foram maiores com 30% de caseína em ambas as distâncias (Oswalt, 2007).
Camponotus pennsylvanicus é importante na remoção de sementes (Stuble et al., 2014) e ataca a broca do carvalho vermelho Enaphalodes rufulus (Coleoptera: Cerambycidae) (Muilenburg et al., 2008; Verble e Stephen, 2009).
As forrageadoras são agressivas (Stuble et al., 2014) e patrulham a samambaia (Pteridium aquilinum) durante o estágio sensível de crescimento do báculo (Oberg, 2012) e removem insetos herbívoros das folhas em rápida expansão (Oldenkamp e Douglas, 2011). Eles removeram as sementes das estações de isca (Warren et al., 2010). As formigas batedoras recrutam companheiras de ninho para uma nova fonte de alimento usando exibições motoras de alerta (Traniello, 1977). Os companheiros de ninho seguem uma trilha de recrutamento aparentemente composta de materiais do intestino posterior e glândula de veneno (ácido fórmico). O feromônio é produzido pelo intestino posterior e as trilhas consistem em estrias, que não são reforçadas por operárias empanturradas que passam sobre elas (Hartwick et al., 1977). Eles mostram aprendizado topoquímico em que as forrageadoras navegam usando produtos químicos preexistentes de substratos vegetais (Helmy e Jander, 2003). Quando uma luz direta forte está disponível, as operárias usam a orientação da luz e param de fazer trilhas (Hartwick et al., 1977).
Camponotus pennsylvanicus é uma formiga com comportamento dominante (Oberg, 2012) e a formiga carpinteira mais comum na Nova Inglaterra (Ellison et al., 2012). Houve uma forte associação negativa entre os congêneres Camponotus novaeboracensis e C. pennsylvanicus (Thompson e McLachlan, 2007). A proporção de árvores colonizadas por C. pennsylvanicus foi significativamente maior em áreas urbanas (com menos árvores), sugerindo que a competição intraespecífica por locais de nidificação pode ser especialmente alta em áreas com menor densidade de árvores (Buczkowski, 2011). Del Toro e outros. (2013) descobriram que é uma espécie de interação neutra encontrada principalmente em parcelas florestais.
Camponotus pennsylvanicus é o hospedeiro da proteobactéria endosimbiótica Candidatus Blochmannia (Sauer et al., 2000; Degnan et al., 2004), que tem parentes próximos que ocorrem em pulgões e na mosca tsé-tsé (Sauer et al., 2000). As bactérias aparentemente carecem de habilidades para se replicar fora das células hospedeiras, e os insetos hospedeiros dependem de funções endossimbiontes que muitas vezes são de natureza nutricional (Wernegreen, 2015).
Eles carregam ácaros foréticos (Campbell et al., 2013), são um hospedeiro alternativo para Nemadus triangulum (Coleoptera: Leiodidae) e um hospedeiro menor para N. parasitus (Peck e Cook, 2007). Reemer (2012) discute o parasitismo pelo parasita da mosca sirfídeo Microdon sp. e C. pennsylvanicus é especificamente o hospedeiro de Microdon cothurnatus (Duffield, 1981). Eles não são infectados pelo fungo Ophiocordyceps unilateralis sensu lato, enquanto Camponotus americanus e Camponotus castaneus eram (de Bakker et al., 2014).
Camponotus pennsylvanicus é uma das principais pragas de formigas nos Estados Unidos (Santos, 2016) e uma das quatro formigas infestantes domésticas mais comuns em Illinois (Walker, 2013). Hansen e Klotz (2005) concluem que é a principal praga estrutural no leste da América do Norte. Causa danos a edifícios e forrageamento em residências, e também ataca cercas, postes e edifícios (Wheeler, 1905a). Buren (1944) encontrou-o em vigas de casas de madeira. O ninho geralmente fica a 200-300 metros de distância de uma casa, por isso não é facilmente exterminado (Ellison et al., 2012). Esta espécie pode morder, mas geralmente evita o confronto (Forester, 2003).